# 莎拉·查托女勳爵
薩拉·弗朗西絲·伊麗莎白·查托女勳爵（英語：Lady Sarah Frances Elizabeth Chatto；1964年7月14日—），婚前姓阿姆斯特朗-瓊斯，是瑪嘉烈公主與其前夫斯諾登伯爵安東尼·阿姆斯特朗-瓊斯的獨女、英女王伊麗莎白二世的姨甥女。她是喬治六世與伊莉莎白王后最年幼的孫女。其出生時在英國王位繼承排名第7順位，現今排名第29順位。

## 早年生活
1964年5月1日，薩拉·阿姆斯特朗-瓊斯出生於倫敦肯辛頓宮，為瑪嘉烈公主與其前夫第一代斯諾登伯爵安東尼·阿姆斯特朗-瓊斯的第二個孩子及獨女。除了親兄長第二代斯諾登伯爵大衛·阿姆斯特朗-瓊斯之外，她同時也有同父異母的三名兄弟姐妹，分別是波利·弗萊（1960年－）、弗朗西絲·阿姆斯特朗-瓊斯女勳爵（1979年－）及傑斯伯·凱布爾-亞歷山大（1998年－）。
薩拉在1964年7月13日於白金漢宮的私人教堂受洗。她本人則是薩塞克斯公爵哈里王子、露絲·吉爾曼女勳爵和路易絲·溫莎女勳爵的教母。
薩拉與兄長大衛（時稱林利子爵）一同在位於肯辛頓宮10號公寓的托兒所被撫養長大。二人由一名叫維羅納·薩姆納的保姆撫養，他們的父母當時亦會親力親為照顧二人，其父甚至會教他們建造東西並發揮創意。薩拉12歲的時候，瑪嘉烈公主與斯諾登伯爵正式分居，並於兩年後宣佈離婚。兄妹二人會在尼曼斯花園或皇家小屋與父親或母親一同渡過周末；假期則會在桑德令罕府和巴爾莫勒爾城堡渡過，薩拉也在兩處皇家莊園中繪畫了許多風景畫。
薩拉曾在其表兄威爾斯親王查爾斯與威爾斯王妃戴安娜的婚禮上擔任伴娘，亦曾在1987年5月陪同母親瑪嘉烈公主和兄長大衛訪問中國大陸和香港。
薩拉在彼得萊斯學校完成了中學學業，並取得藝術專業的普通教育高級程度證書。她其後先後在坎伯韋爾藝術學院、皇家美術學校（Royal Academy Schools）和密德薩斯理工學院（今密德薩斯大學）就讀。她其後跟隨受聘拍攝《印度之旅》製作過程的父親，前往印度兩年。《印度之旅》的製片人第七代布拉伯恩男爵約翰·納奇布爾（第一代緬甸的蒙巴頓伯爵路易·蒙巴頓的女婿）給了她在服裝部擔任實習生，並在其父的表兄弟托馬斯·梅塞爾屬下學習木鍍金手藝的機會。

## 職業生涯
自1995年起，薩拉在雷德芬畫廊以「薩拉·阿姆斯特朗-瓊斯」之名展出其作品。她的作品曾分別在1988年和1990年取得溫瑟牛頓獎及克雷斯維克景觀獎。
2004年起，薩拉跟隨母親的腳步，擔任皇家芭蕾舞團的董事會副主席。舞團由查爾斯王子擔任董事會主席、英女王伊麗莎白二世任贊助人。

## 婚姻與子嗣

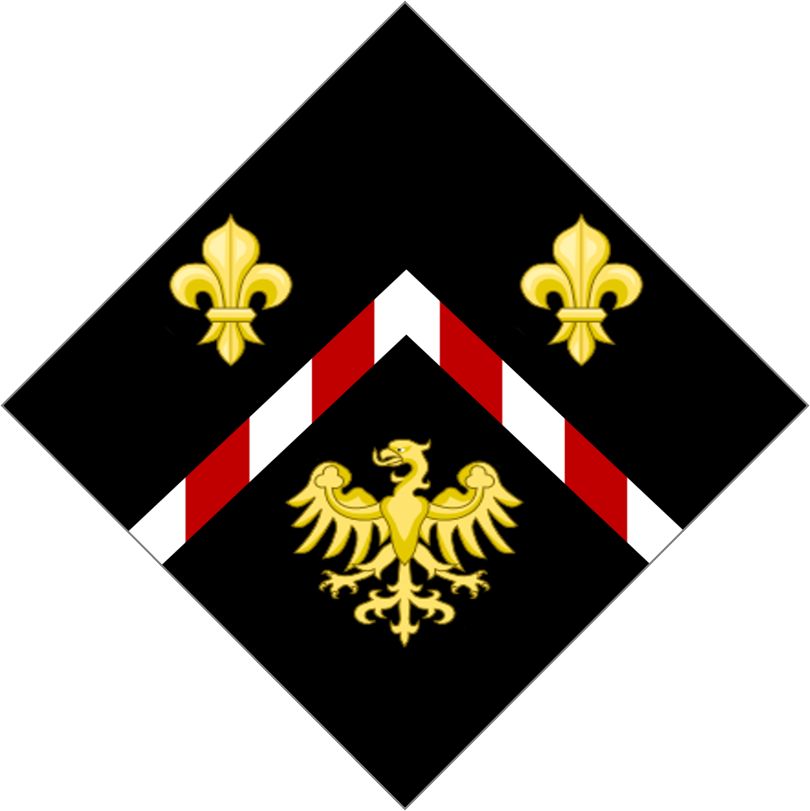
薩拉·查托女勳爵的紋章，是其父斯諾登伯爵紋章中盾牌部分改以菱形呈現。薩拉也被允許在紋章中使用君主的女兒的子嗣所用的小冠冕。

薩拉在1980年代與父親待在印度的時候與丹尼爾·查托相識，查托當時正在參與另一齣英國電影《印度之戀》的製作。查托出生於戲劇世家，是演員湯姆·查托與戲劇經紀人羅斯·查托的兒子。他其後以一枚復古晶簇戒指向薩拉求婚 。
二人於1994年7月14日在沃爾布魯克聖司提反堂舉行婚禮，婚禮由撒瑪利亞會的創辦人查克·瓦拉牧師主持。薩拉的婚紗由英國著名的時裝設計師傑斯伯·康蘭設計。她的伴娘全部由青少年擔任，包括同父繼妹弗朗西絲·阿姆斯特朗-瓊斯女勳爵、表姐安妮長公主的女兒扎拉·菲利浦斯及朋友塔拉·諾布爾-辛格。
薩拉與查托二人育有兩名兒子：
- 塞繆爾·大衛·本尼迪克特·查托（Samuel David Benedict Chatto；1996年7月28日－），截至2021年6月在英國王位繼承排名第29順位。
- 亞瑟·羅伯特·納撒尼爾·查托（Arthur Robert Nathaniel Chatto；1999年2月5日－），截至2021年6月在英國王位繼承排名第30順位。曾在2009年至2015年間擔任英女王伊麗莎白二世的提袍男童（英语：page of honour）；截至2022年6月，他正在英國皇家海軍陸戰隊服役[17]。

兩個孩子均先後就讀並畢業於伊頓公學及愛丁堡大學。

## 外部連結
- 薩拉·阿姆斯特朗-瓊斯在互联网电影资料库（IMDb）上的資料（英文）

| 莎拉·查托女勳爵 溫莎王朝出生于：2003年11月8日 | 莎拉·查托女勳爵 溫莎王朝出生于：2003年11月8日 | 莎拉·查托女勳爵 溫莎王朝出生于：2003年11月8日 |
| 英國皇族                                      | 英國皇族                                      | 英國皇族                                      |
| --------------------------------------------- | --------------------------------------------- | --------------------------------------------- |
| 第28位 瑪格麗塔·阿姆斯特朗-瓊斯 （侄女）      | 英國王位繼承 第29位                           | 第30位 塞繆爾·大衛·本尼迪克特·查托 （長子）   |
| 聯合王國排位名單                              |                                               |                                               |
| 前任者： 斯諾登伯爵夫人塞雷娜·阿姆斯特朗-瓊斯 | 女勳爵 薩拉·查托女勳爵                        | 繼任者： 告羅士打公爵夫人比哲特王妃           |